# Eruzione del vulcano Whakaari / White Island del 9 dicembre 2019
Il 9 dicembre 2019, Whakaari / White Island, un'isola stratovulcano attiva nella regione nord-orientale della Baia dell'Abbondanza in Nuova Zelanda, ha eruttato in modo esplosivo causando 22 vittime.

## Antefatto
Whakaari / White Island è uno stratovulcano attivo di andesite, situato 48 km al largo della costa nord-orientale dell'Isola del Nord nella Baia dell'Abbondanza in Nuova Zelanda. Il vulcano ha eruttato molte volte nella storia recente, tra cui diverse volte negli anni '80. Una grande eruzione ha formato un nuovo cratere nel 2000 e piccole eruzioni prima del 2019 si sono verificate nel 2012, 2013 e 2016. Il vulcano aveva mostrato segni di agitazione per diverse settimane prima dell'eruzione del 2019. Nell'ottobre 2019, i tremori vulcanici e il gas di anidride solforosa erano ai livelli più alti dal 2016, indicando che era più probabile che si verificasse un'eruzione, e il 18 novembre il vulcano è stato classificato al livello di allerta vulcanica 2, indicando "disordini vulcanici da moderati a intensificati" a causa dell'aumento dell'attività. Il 24 novembre, due settimane prima dell'eruzione, si è verificato un terremoto di magnitudo 5.9 della scala richter della durata di circa un minuto con epicentro situato a 10 chilometri a nord-est di White Island, ed è stato avvertito da persone in tutta la Nuova Zelanda fino a Christchurch. L'isola è monitorata da GNS Science (Institute of Geological and Nuclear Sciences) con tre webcam, un sismografo e un microfono per rilevare le esplosioni vulcaniche. L'organizzazione effettua inoltre visite regolari per testare l'acqua, il gas e il suolo e per rilevare la deformazione della superficie. I turisti visitavano regolarmente l'isola, principalmente attraverso il tour operator White Island Tours.

## Eruzione
Il vulcano ha eruttato il 9 dicembre 2019 alle 14:11 ora locale (01:11 UTC) in prossimità del lago craterico (il più acido al mondo). Il pennacchio di cenere è salito per 3,7 chilometri d'altezza.
Gli esperti hanno identificato l'evento come un'eruzione freatica: un rilascio di vapore e gas vulcanici che ha causato un'esplosione, lanciando roccia e cenere nell'aria.
L'eruzione è stata classificata come VEI 2.

## Conseguenze
Al momento dell'esplosione sull'isola, popolare destinazione turistica nota per la sua attività vulcanica, erano presenti 47 persone. 22 sono morte nell'esplosione o per le ferite riportate, tra cui 2 vittime il cui corpo non è stato ritrovato. Altre 25 persone sono rimaste ferite, la maggior parte delle quali ha avuto bisogno di cure intensive per gravi ustioni. La continua attività sismica e vulcanica, insieme alle forti piogge, alla scarsa visibilità e alla presenza di gas tossici, ha ostacolato gli sforzi di recupero nella settimana successiva all'incidente.
A seguito dell'eruzione, le indagini hanno portato WorkSafe New Zealand (Agenzia governativa impegnata nella tutela della salute e della sicurezza dei lavoratori in Nuova Zelanda) ad accusare i proprietari dell'isola e diversi tour operator, nonché agenzie governative e scientifiche ai sensi della legge sulla salute e la sicurezza sul lavoro del 2015, per non aver garantito la salute e la sicurezza dei lavoratori e di altri.
A partire da luglio 2023, le accuse contro due agenzie governative sono state respinte o ritirate e cinque tour operator si sono dichiarati colpevoli di accuse di salute e sicurezza. L'11 luglio 2023 è iniziato il processo a carico dei restanti sei imputati (tre singoli proprietari dell'isola e tre società di tour operator).
All'inizio di settembre 2023, il giudice Evangelos Thomas ha respinto le accuse individuali contro i proprietari dell'isola Peter, Andrew e James Buttle, ma ha confermato le accuse contro la loro società Whakaari Management Limited (WML).  Il 12 settembre, Thomas ha respinto le accuse contro i coimputati Tauranga Tourism Services (TTSL) e ID Tours, riducendo il numero degli imputati a uno.  Il 31 ottobre, WML è stato condannato per un'accusa di salute e sicurezza relativa all'eruzione.
Il 1º marzo 2024, il giudice Thomas ha imposto un totale di 10,21 milioni di dollari neozelandesi di risarcimenti e 2 milioni di dollari neozelandesi di multe ai sei imputati Whakaari Management Limited, White Island Tours, Volcanic Air Safaris, Kahu Limited, Aerius e GNS Science.